# Coupe de France de football 1971-1972
Navigation
Coupe de France 1970-1971 Coupe de France 1972-1973
La Coupe de France 1971-1972 est la 55e édition de la Coupe de France et a vu l'Olympique de Marseille l'emporter sur le Sporting Club de Bastia en finale, le 4 juin 1972, sur le score de 2 buts à 1. Cette finale le 4 juin fut par ailleurs l'inauguration officielle et le premier match officiel disputé dans le nouveau Parc des Princes.
C'est la huitième Coupe de France remportée par l'Olympique de Marseille.

## Trente-deuxièmes de finale
| Division        | Club                   | Score               | Club                         | Division        |
| --------------- | ---------------------- | ------------------- | ---------------------------- | --------------- |
| Division 1 (D1) | AC Ajaccio             | 2 - 1               | FC Antibes-Juan-les-Pins     | DH (D4)         |
| Division 2 (D2) | EDS Montluçon          | 2 - 1               | Entente BFN                  | Division 2 (D2) |
| Division 1 (D1) | AS Nancy-Lorraine      | 3 - 1               | ASCA Wittelsheim             | Division 3 (D3) |
| Division 1 (D1) | FC Nantes              | 2 - 0               | Lille OSC                    | Division 1 (D1) |
| Division 1 (D1) | OGC Nice               | 4 - 1               | Biver Sports                 | DH (D4)         |
| Division 1 (D1) | Nîmes Olympique        | 6 - 0               | SO Châtellerault             | Division 3 (D3) |
| Division 3 (D3) | AS Poissy              | 3 - 2               | SM Douarnenez                | DH (D4)         |
| Division 1 (D1) | Stade de Reims         | 2 - 1               | Montpellier LSC              | Division 2 (D2) |
| Division 1 (D1) | Stade rennais UC       | 2 - 2 a.p.          | Stade lavallois              | Division 2 (D2) |
| Division 2 (D2) | FC Rouen               | 2 - 0               | US Concarneau                | Division 3 (D3) |
| Division 1 (D1) | AS Saint-Étienne       | 1 - 0               | RP Strasbourg-Meinau         | Division 2 (D2) |
| Division 3 (D3) | FC Saint-Louis         | 2 - 1               | SC Amiens                    | Division 2 (D2) |
| Division 1 (D1) | Red Star FC            | 3 - 1               | AC Cambrai                   | Division 2 (D2) |
| Division 1 (D1) | FC Sochaux-Montbéliard | 1 - 0               | FC Metz                      | Division 1 (D1) |
| Division 2 (D2) | SC Toulon              | 2 - 2 a.p.          | AS Monaco FC                 | Division 1 (D1) |
| DH (D4)         | ASPTT Metz             | 2 - 1               | RCFC Besançon                | Division 2 (D2) |
| Division 2 (D2) | FC Martigues           | 2 - 1               | US Toulouse                  | Division 2 (D2) |
| Division 1 (D1) | Olympique de Marseille | 3 - 0               | Olympique d'Alès-en-Cévennes | Division 3 (D3) |
| Division 1 (D1) | AS Angoulême           | 2 - 1               | Angers SCO                   | Division 1 (D1) |
| Division 2 (D2) | Olympique avignonnais  | 2 - 1               | FC Gueugnon                  | Division 2 (D2) |
| Division 1 (D1) | SEC Bastia             | 1 - 0               | Stade montois                | Division 3 (D3) |
| Division 2 (D2) | AAJ Blois              | 1 - 0               | FC Girondins de Bordeaux     | Division 1 (D1) |
| Division 2 (D2) | Stade brestois         | 2 - 0               | Olympique lyonnais           | Division 1 (D1) |
| DH (D4)         | FC Carpentras          | 1 - 1 a.p.          | SSMC Miramas                 | DH (D4)         |
| Division 2 (D2) | US Valenciennes-Anzin  | 1 - 0               | Paris Saint-Germain FC       | Division 1 (D1) |
| Division 2 (D2) | RC Lens                | 2 - 0               | US Quevilly                  | Division 2 (D2) |
| Division 2 (D2) | LB Châteauroux         | 3 - 2               | Limoges FC                   | Division 2 (D2) |
| Division 2 (D2) | Entente Chaumont AC    | 2 - 0               | US Dunkerque                 | Division 2 (D2) |
| Division 2 (D2) | CS Cuiseaux-Louhans    | 3 - 2               | RC Épernay                   |                 |
| Division 2 (D2) | ES La Rochelle         | 1 - 0               | USG Boulogne-sur-Mer         | Division 2 (D2) |
| Division 2 (D2) | CA Mantes-la-Ville     | 1 - 0               | FC Bourges                   | Division 2 (D2) |
| Division 2 (D2) | FC Lorient             | 5 - 1               | US Le Mans                   | Division 2 (D2) |
| Matches rejoués |                        |                     |                              |                 |
| DH (D4)         | FC Carpentras          | 6 - 1               | SSMC Miramas                 | DH (D4)         |
| Division 1 (D1) | Stade rennais UC       | 3 - 0               | Stade lavallois              | Division 2 (D2) |
| Division 2 (D2) | SC Toulon              | 2 - 2 a.p., 3-2 tab | AS Monaco FC                 | Division 1 (D1) |

## Seizièmes de finale
| Division        | Club                   | Score      | Club                  | Division        |
| --------------- | ---------------------- | ---------- | --------------------- | --------------- |
| Division 1 (D1) | FC Nantes              | 2 - 0      | Stade rennais UC      | Division 1 (D1) |
| Division 1 (D1) | AC Ajaccio             | 4 - 0 a.p. | FC Saint-Louis        | Division 3 (D3) |
| Division 1 (D1) | FC Sochaux-Montbéliard | 4 - 2      | US Valenciennes-Anzin | Division 2 (D2) |
| Division 1 (D1) | Red Star FC            | 3 - 1      | ASPTT Metz            | DH (D4)         |
| Division 2 (D2) | FC Rouen               | 5 - 0      | AS Angoulême          | Division 1 (D1) |
| Division 1 (D1) | Stade de Reims         | 4 - 2      | CS Cuiseaux-Louhans   | Division 2 (D2) |
| Division 3 (D3) | AS Poissy              | 1 - 0      | AAJ Blois             | Division 2 (D2) |
| Division 1 (D1) | OGC Nice               | 3 - 1      | Nîmes Olympique       | Division 1 (D1) |
| Division 2 (D2) | SC Toulon              | 3 - 1      | ES La Rochelle        | Division 2 (D2) |
| Division 2 (D2) | EDS Montluçon          | 1 - 1 a.p. | Entente Chaumont AC   | Division 2 (D2) |
| Division 1 (D1) | AS Nancy-Lorraine      | 5 - 1      | FC Lorient            | Division 2 (D2) |
| Division 1 (D1) | Olympique de Marseille | 2 - 1      | Stade brestois        | Division 2 (D2) |
| Division 2 (D2) | CA Mantes-la-Ville     | 3 - 0      | FC Carpentras         | DH (D4)         |
| Division 2 (D2) | RC Lens                | 5 - 1      | LB Châteauroux        | Division 2 (D2) |
| Division 1 (D1) | SEC Bastia             | 2 - 1      | FC Martigues          | Division 2 (D2) |
| Division 2 (D2) | Olympique avignonnais  | 1 - 0      | AS Saint-Étienne      | Division 1 (D1) |
| Match rejoué    |                        |            |                       |                 |
| Division 2 (D2) | EDS Montluçon          | 4 - 0      | Entente Chaumont AC   | Division 2 (D2) |

## Huitièmes de finale
| Division        | Club                   | Aller | Total  | Retour | Club               | Division        |
| --------------- | ---------------------- | ----- | ------ | ------ | ------------------ | --------------- |
| Division 2 (D2) | Olympique avignonnais  | 4 - 0 | 5 - 2  | 1 - 2  | FC Rouen           | Division 2 (D2) |
| Division 1 (D1) | FC Sochaux-Montbéliard | 1 - 0 | 1 - 3  | 0 - 3  | Stade de Reims     | Division 1 (D1) |
| Division 1 (D1) | FC Nantes              | 0 - 1 | 0 - 1  | 0 - 0  | OGC Nice           | Division 1 (D1) |
| Division 1 (D1) | Olympique de Marseille | 4 - 1 | 4 - 3  | 0 - 2  | EDS Montluçon      | Division 2 (D2) |
| Division 1 (D1) | AS Nancy-Lorraine      | 2 - 0 | 10 - 1 | 8 - 1  | AS Poissy          | Division 3 (D3) |
| Division 2 (D2) | RC Lens                | 1 - 0 | 2 - 1  | 1 - 1  | CA Mantes-la-Ville | Division 2 (D2) |
| Division 1 (D1) | AC Ajaccio             | 0 - 2 | 0 - 2  | 0 - 0  | SEC Bastia         | Division 1 (D1) |
| Division 2 (D2) | SC Toulon              | 1 - 3 | 1 - 3  | 0 - 0  | Red Star FC        | Division 1 (D1) |

## Quarts de finale
| Division        | Club                  | Aller | Total | Retour | Club                   | Division        |
| --------------- | --------------------- | ----- | ----- | ------ | ---------------------- | --------------- |
| Division 2 (D2) | Olympique avignonnais | 0 - 1 | 0 - 2 | 0 - 1  | SEC Bastia             | Division 1 (D1) |
| Division 2 (D2) | RC Lens               | 1 - 0 | 1 - 0 | 0 - 0  | Red Star FC            | Division 1 (D1) |
| Division 1 (D1) | OGC Nice              | 1 - 1 | 1 - 2 | 0 - 1  | Olympique de Marseille | Division 1 (D1) |
| Division 1 (D1) | Stade de Reims        | 2 - 0 | 2 - 0 | 0 - 0  | AS Nancy-Lorraine      | Division 1 (D1) |

## Demi-finales
| Division        | Club           | Aller | Total | Retour            | Club                   | Division        |
| --------------- | -------------- | ----- | ----- | ----------------- | ---------------------- | --------------- |
| Division 1 (D1) | Stade de Reims | 0 - 0 | 2 - 2 | 2 - 2 ap, 1-3 tab | Olympique de Marseille | Division 1 (D1) |
| Division 1 (D1) | SEC Bastia     | 3 - 0 | 3 - 2 | 0 - 2             | RC Lens                | Division 2 (D2) |

## Finale
| Dimanche 4 juin 1972 | Olympique de Marseille (D1) | 2 - 1   | SEC Bastia (D1)   | Parc des Princes, France                                               |                                                                        |
|                      | Couécou 15e · Skoblar 73e   | (1 - 0) | 85e Franceschetti | Spectateurs : 44 069 · Arbitrage : Robert Frauciel · Photos du match · | Spectateurs : 44 069 · Arbitrage : Robert Frauciel · Photos du match · |
|                      | Rapport                     |         |                   | Spectateurs : 44 069 · Arbitrage : Robert Frauciel · Photos du match · | Spectateurs : 44 069 · Arbitrage : Robert Frauciel · Photos du match · |

| Marseille | Bastia |

|               | Gardien de but | Georges Carnus    |  |     |  |
|               | D              | Jean-Pierre Lopez |  |     |  |
|               | D              | Bernard Bosquier  |  |     |  |
|               | D              | Jules Zvunka      |  |     |  |
|               | D              | Édouard Kula      |  |     |  |
|               | M              | Jacques Novi      |  |     |  |
|               | M              | Gilbert Gress     |  |     |  |
|               | A              | Roger Magnusson   |  |     |  |
|               | A              | Joseph Bonnel     |  | 77e |  |
|               | A              | Josip Skoblar     |  |     |  |
|               | A              | Didier Couécou    |  |     |  |
| Remplaçants : |                |                   |  |     |  |
|               | D              | Jean-Louis Hodoul |  | 77e |  |
| Entraîneur :  |                |                   |  |     |  |
|               | Mario Zatelli  |                   |  |     |  |

|               | Gardien de but | Ilja Pantelic         |  |     |  |
|               | D              | Victor Mosa           |  |     |  |
|               | D              | Jean-Louis Luccini    |  |     |  |
|               | D              | Cvetko Savković       |  |     |  |
|               | D              | Jean-Claude Tosi      |  |     |  |
|               | M              | Jean-Pierre Dogliani  |  |     |  |
|               | M              | Georges Calmettes     |  |     |  |
|               | A              | Marc-Kanyan Case      |  |     |  |
|               | A              | François Félix        |  |     |  |
|               | A              | Jean-Pierre Giordani  |  | 77e |  |
|               | A              | Georges Franceschetti |  |     |  |
| Remplaçants : |                |                       |  |     |  |
|               | A              | Claude Papi           |  | 77e |  |
| Entraîneur :  |                |                       |  |     |  |
|               | Pierre Cahuzac |                       |  |     |  |